# Robert Arthur (Schauspieler)
Robert „Bob“ Arthur (* 18. Juni 1925 in Aberdeen, Washington als Robert Paul Arthaud; † 1. Oktober 2008, ebenda) war ein US-amerikanischer Schauspieler.

## Leben und Karriere
Nach seinem Dienst in der United States Navy machte Robert Arthur sein Filmdebüt im Jahr 1945 in Eine Frau mit Unternehmungsgeist von Michael Curtiz. Anschließend entwickelte er sich zu einem vielbeschäftigten Darsteller von meist ernsthaften, oft auch naiven Jugendlichen oder jungen Erwachsenen. Einen größeren Auftritt übernahm er 1948 im kommerziell erfolgreichen Pferdefilm Green Grass of Wyoming an der Seite von Peggy Cummins und Charles Coburn, diese Rolle betrachte Arthur später als seinen Durchbruch. Im folgenden Jahr verkörperte er in Henry Kings oscarprämiertem Kriegsfilm Der Kommandeur den Schreibstubensoldaten McIllhenny, der als Comic Relief des Films fungiert. Im Jahr 1951 spielte er eine seiner bekanntesten Rollen als idealistischer Zeitungsfotograf Herbie Cook in Billy Wilders Film noir Reporter des Satans, der den Sidekick zu der von Kirk Douglas gespielten Hauptfigur bildet. Weitere Rollen übernahm Arthur unter anderem in Liebesrausch auf Capri (1950) neben Joan Fontaine und Joseph Cotten sowie in Die Thronfolgerin (1953) an der Seite von Jean Simmons und Stewart Granger.
Neben der Schauspielerei arbeitete Arthur auch als Radioansager und Discjockey. Ab Mitte der 1950er-Jahre ließen die Rollenangebote für Robert Arthur deutlich nach, auch da er wohl für seine jungenhaften Rollen zu alt wurde. Er zog sich in den 1960er-Jahren weitgehend aus der Schauspielerei zurück und stand nur noch gelegentlich vor der Kamera, zuletzt 1991 in einer Episode der Sitcom Full House als Pfarrer. Stattdessen wurde er im Hauptberuf Versicherungskaufmann. Er engagierte sich ebenfalls als Schwulenaktivist für die Rechte homosexueller Senioren und war Mitglied der Log Cabin Republicans.
Robert Arthur starb am 1. Oktober 2008 in seiner Geburtsstadt Aberdeen, Washington, im Alter von 83 Jahren an Herzversagen.

## Filmografie (Auswahl)
- 1945: Eine Frau mit Unternehmungsgeist (Roughly Speaking)
- 1945: Solange ein Herz schlägt (Mildred Pierce)
- 1946: Tag und Nacht denk’ ich an Dich (Night and Day)
- 1946: Eine Lady für den Gangster (Nobody Lives Forever)
- 1947: Nora Prentiss
- 1947: Es begann in Schneiders Opernhaus (Mother Wore Tights)
- 1948: Herrin der toten Stadt (Yellow Sky)
- 1948: Green Grass of Wyoming
- 1949: Der Liebesprofessor (Mother Is a Freshman)
- 1949: Der Kommandeur (Twelve O’Clock High)
- 1950: Liebesrausch auf Capri (September Affair)
- 1950–1952: The Lone Ranger (Fernsehserie, 3 Folgen)
- 1951: Reporter des Satans (Ace in the Hole)
- 1952: Im Dutzend heiratsfähig (Belles on Their Toes)
- 1952: Nur für Dich (Just for You)
- 1953: Sprung auf, marsch, marsch! (Take the High Ground!)
- 1953: Die Thronfolgerin (Young Bess)
- 1955: Fluggeschwader LB 17 greift ein (Top of the World)
- 1956: Rivalen ohne Gnade (Three Violent People)
- 1957: Die Höllenhunde des Pazifik (Hellcats of the Navy)
- 1960: Naked Youth
- 1988: Dance 'Til Dawn (Fernsehfilm)
- 1991: Full House (Fernsehserie, Folge 4x19)